# Lucas Jacobson Debes
Lucas Jacobson Debes (* 1623 in Stubbekøbing, Storstrøms Amt, Dänemark; † 28. September 1675 in Tórshavn/Färöer) war ein dänischer Pfarrer und Topograph. Sein Wirken auf den Färöern machte ihn dort während der Gabelzeit zum Freiheitshelden.

## Leben

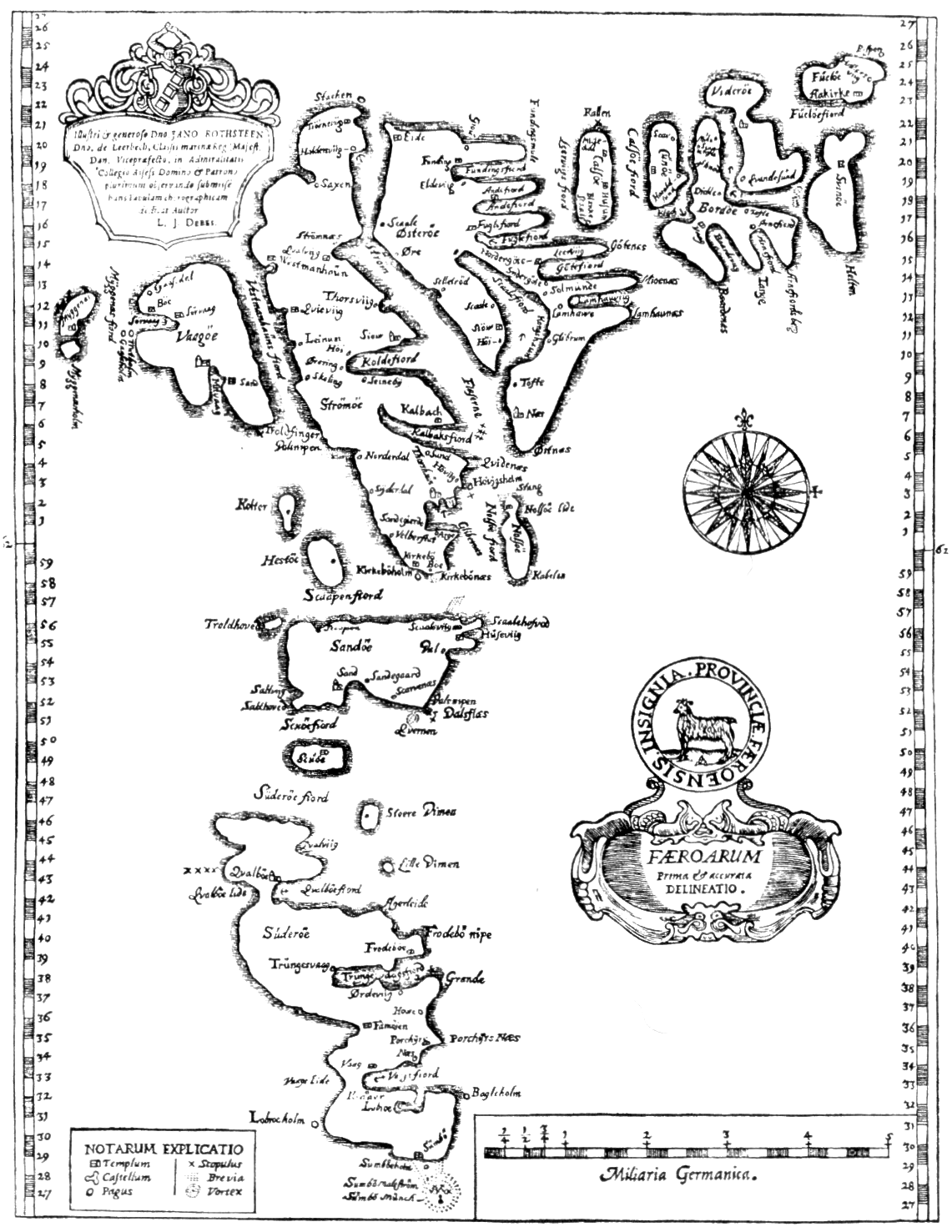
FÆROARUM - Prima & accurata delineatio. Die älteste Färöerkarte von 1673 hat Lucas Debes gezeichnet.

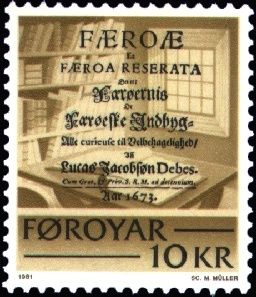
Færoæ & Færoa reserata. Det er Færøernis oc Færøeske Indbyggeris Beskrifvelse. Kopenhagen: 1673, London: 1676, Leipzig: 1757, Tórshavn: 1963, deutsche Neuausgabe 2005 - Lucas Debes’ Pionierwerk über die Färöer auf einer färöischen Briefmarke von 1981

Lucas war der Sohn von Jacob Nielsen, der Kaplan in Stubbekøbing war, später dann Pfarrer auf Bogø, wo er 1633 verstarb.
Lucas Jacobsen Debes wurde 1651 Kaplan in Tórshavn und war ab 1652 Pfarrer von Südstreymoy und Rektor der Lateinschule in Tórshavn.
Während des Dänisch-Schwedischen Krieges 1658 (siehe Frieden von Roskilde) reiste er nach Dänemark, wahrscheinlich anlässlich eines Streits mit dem Fúti (Landvoigt der Färöer) Johannes Heidemann. Sein Schiff wurde von den Schweden aufgebracht, und Debes geriet für ein Jahr in Gefangenschaft in Göteborg. Aufgrund seiner Lehre und seiner Predigten erwarb er sich die Gunst des dortigen Kommandanten und durfte nach Kopenhagen weiter reisen. Bei seiner Rückkehr auf die Färöer wurde er Vize-Propst des Landes.
Nachdem König Frederik III. die Färöer seinem Favoriten Christoffer von Gabel 1655 zum Lehen gab und er 1662 auch noch das Handelsmonopol über die Färöer bekam, kam es zum offenen Streit zwischen Gabels Vertretern auf den Färöern und Lucas Debes. Nicht nur, dass Gabels Leute in die Angelegenheiten der Kirche des Landes reinregeln wollten, sie beuteten die Einheimischen auf eine Art und Weise aus, die von übereinstimmenden Quellen als unerträglich bezeichnet wurde. Gleichzeitig geriet Debes auch in Konflikt mit Gabels militärischem Vertreter, dem Kommandanten der Festung Skansin, der Debes’ Haus auf „schändliche Art entweiht hat“ wie es später hieß.
Trotz dieser Streitigkeiten gelang es ihm, seine Stellung zu behaupten. Er wurde 1670 sogar Propst der Färöer. Im selben Jahr besuchte der Königliche Kommissar die Färöer aus Anlass der Thronbesteigung von Christian V. Zusammen mit einer Delegation von Färingern trat Debes mit einer Beschwerde über die Demütigungen an ihn heran. Der Kommissar lud diese Delegation dann nach Kopenhagen ein, um die Sache der Regierung vorzutragen.
1673 gab er mit Færoæ et Færoa Reserata. Det er Færøernis oc Færøeske Indbyggeris Beskrifvelse in Kopenhagen das älteste bekannte Buch über die Färöer heraus. Es wurde in der dänischen Version 1903, 1950 und 1963 neu aufgelegt. Bereits 1676 erschien die englische Übersetzung in London und 1757 schließlich auch die deutsche Übersetzung in Leipzig. Die deutsche Ausgabe erschien nur in geringer Auflage und blieb einem kleinen Kreis von Gelehrten zugänglich. Daher erscheint 2005, in seinem 330. Todesjahr, eine kommentierte Neuausgabe des Deutsch-Färöischen Freundeskreises. Færoæ & Færoa reserata wurde in der Zeitung Welt das Buch, welches erstmals ein umfassendes Bild über die Färöer und ihre Bewohner zeichnete.
Als 1673 die Regierungskommission zu den Färöern aufbrach, um die Vorwürfe gegen von Gabels Regime zu überprüfen, wütete vorher ein Großbrand auf Tinganes, dem Tórshavner Zentrum, wo sich die Handelshäuser des Monopolhandels befanden. Sehr wahrscheinlich ist, dass von Gabels Leute diesen Brand gelegt haben, um rechtzeitig Beweise zu vernichten. Bei diesem Brand wurden aber auch die meisten historischen Dokumente der Färöer aus den Jahrhunderten zuvor vernichtet. Eine Ironie der Geschichte angesichts der Tragweite von Debes’ Pionierwerk Færoæ & Færoa reserata.
1675 verstarb Debes in Tórshavn. Seine Nachkommen leben noch heute auf den Färöern, wo Debes ein häufiger Familienname ist.

## Werk
- Lucas Jacobsøn Debes: Færoæ & Færoa reserata: Det er Færøernis oc færøeske Indbyggeris beskrifvelse, udi hvilcken føris til liuset adskillige naturens hemeligheder, oc nogle antiqviteter, som her til dags udi mørcket hafve været indelugt, oc nu her opladis / alle curieuse til velbehagelighed, sammenskrefven oc forklaret aff Lucas Jacobsøn Debes. Kopenhagen: 1673
  - Lucas Debes: Færoæ & Færoa reserata, Einars Prent og Forlag, Tórshavn 1963 (Nachdruck)
- Lucas Jacobsøn Debes: Færoæ, & Færoa reserata: That is a description of the islands & inhabitants of Foeroe: being seventeen islands subject to the King of Denmark, printed by F. L. for William Iles, London 1676 (Englische Übersetzung, 408 Seiten)
- Lucas Jacobson Debes: Natürliche und Politische Historie der Inseln Färöe, worinnen die Luft, Grund und Boden, Gewässer, Thiere, Vögel, Fische, usw. das Naturel, die Gewohnheiten, Lebensart der Einwohner dieser Inseln und ihre Verfassung beschrieben werden F.C. Pelt, Kopenhagen und Leipzig 1757 (Deutsche Übersetzung)
  - Lucas Jacobson Debes: Natürliche und Politische Historie der Inseln Färöe. Aus dem Dänischen übersetzt von C. G. Mengel, Kopenhagen / Leipzig 1757. Neu herausgegeben, kommentiert und mit einem Nachwort versehen von Norbert B. Vogt. Mülheim a. d. Ruhr: 2005 (Schriftenreihe des Deutsch-Färöischen Freundeskreises Band 9)